# Malin Crépinová
Malin Crépinová, celým jménem Anna Malin Fredrika Thomasdotter Crépin (* 22. srpna 1978 Stockholm) je švédská filmová a divadelní herečka, která na filmovém plátně debutovala roku 2003 vedlejší rolí Anny v komediálním dramatu Zamilovaný kněz.
Výraznou postavu investigativní novinářky Anniky Bengtzonové ztvárnila v kriminální minisérii Případy Anikky Bengtzonové (2011–2012), natočené podle románové předlohy knih švédské spisovatelky Lizy Marklundové..

## Osobní život
Narodila se roku 1978 ve švédské metropoli Stockholmu. V letech 1998–2002 vystudovala Divadelní akademii v Malmö. Následně se stala členkou činohry Městského divadla ve Stockholmu a současně působí také ve švédském národním divadle – Královském dramatickém divadle.
V roce 2010 byla nominována na švédskou filmovou cenu Zlatohlávek pro nejlepší herečku v hlavní roli za výkon v dramatu I skuggan av värmen.
S manželem Markusem Crépin Sundströmem (nar. 1971) má dvě dcery Carlu a Frances.

## Filmografie
| rok  | název                                           | role              | poznámka            |
| ---- | ----------------------------------------------- | ----------------- | ------------------- |
| 2003 | Zamilovaný kněz                                 | Anna              |                     |
| 2005 | Lasermannen                                     | Annika            | televizní minisérie |
| 2007 | Upp till kamp                                   | Nina              | televizní minisérie |
| 2009 | I skuggan av värmen                             | Eva               |                     |
| 2010 | Cornelis                                        | Ingalill Rehnberg |                     |
| 2010 | Kommissarie Winter                              | Gerda Hoffner     | televizní seriál    |
| 2011 | Oslo, 31. august                                | Malin             |                     |
| 2012 | Případy Anikky Bengtzonové – Nobels testamente  | Annika Bengtzon   | video film          |
| 2012 | Případy Anikky Bengtzonové – A Place in the Sun | Annika Bengtzon   | video film          |
| 2012 | Případy Anikky Bengtzonové – Lifetime           | Annika Bengtzon   | video film          |
| 2012 | Případy Anikky Bengtzonové – Prime Time         | Annika Bengtzon   | video film          |
| 2012 | Případy Anikky Bengtzonové – Studio Sex         | Annika Bengtzon   | video film          |
| 2012 | Případy Anikky Bengtzonové – The Red Wolf       | Annika Bengtzon   | video film          |